# Uno (Panna Fredda)
Uno è un album dei Panna Fredda, pubblicato dalla Vedette Records nel 1971.

## Tracce
Brani composti da Angelo Giardinelli
Lato A
1. La paura - Fear – 6:00
2. Un Re senza reame - A King Without a Throne – 5:05
3. Un uomo - A Man – 4:55

Lato B
1. Scacco al Re Lot - Checkmate for King Lot – 4:30
2. Il vento, la luna e pulcini blu - With the Wind and the Moon and Little Blue Chicks – 10:25
3. Waiting – 3:10

Edizione CD del 2013, pubblicato dalla Belle Antique Records (BELLE 132189)
Brani composti da Angelo Giardinelli, eccetto dove indicato
1. La paura (Fear) – 6:00
2. Un Re senza reame (A King Without a Throne) – 5:05
3. Un uomo (A Man) – 4:55
4. Scacco al Re Lot(Checkmate for King Lot) – 4:30
5. Il vento, la luna e pulcini blu (Sole rosso) (With the Wind and the Moon and Little Blue Chicks) – 10:25
6. Waiting – 3:10
7. Strisce rosse – 2:50 (Roby Crispiano) – Bonus Track
8. Delirio – 3:04 (Silvio Settimi) – Bonus Track
9. Risveglio – 3:04 – Bonus Track
10. Un attimo fa – 3:15 – Bonus Track
11. Chiama una rondine – 2:21 – Bonus Track
12. Estate 70 – 3:17 – Bonus Track
13. Una luce accesa troverai – 2:40 – Bonus Track
14. Vedo lei – 2:42 – Bonus Track

## Formazione
su "Uno"
- Angelo Giardinelli - chitarra, voce
- Lino Stopponi - tastiere
- Pasquale "Windy" Cavallo - basso
- Roberto Balocco - batteria

su "Strisce rosse" e "Delirio"
- Angelo Giardinelli - chitarra, voce
- Giorgio Brandi - tastiere, chitarra, voce in Delirio
- Carlo Bruno - basso
- Filippo Carnevale - batteria, chitarra[3][4]